# Милен Врабевски
Милен Врабевски е български лекар, бизнесмен и дарител.

## Образование
През 1987 г. завършва Първа езикова гимназия във Варна с английски език, кара 2 г. казарма във военноморските сили с профил радио и телеграфия, а през 1995 г. завършва медицина в Медицински университет – Варна. Специализира управление и системен одит на научноизследователски проекти в Германия, Франция, Великобритания, САЩ и Израел между 1996 – 2002 г.

## Бизнес и дарителство
През 1997 г. основава Комак Медикал – най-голямата научноизследователска организация в Югоизточна Европа с предмет на дейност разработване, управление и контрол на проекти в областта на научноизследователската и развойна дейност в клиничната медицина. Компанията разработва научни проекти в над 35 държави, покриващи Европа, Азия и Америка.
През 2002 г. създава „Асоциация за добра клинична практика и развитие на клиничните проучвания в България“. Член е на Европейския консултативен съвет на „Асоциацията за лекарствена информация“ 2006 -2009 г. Собственик е на Образователен комплекс „Цар Симеон Велики“, включващ три филиала на детска градина „Росица“, Частно основно училище „Цар Симеон Велики“, Частна гимназия по природни науки и предприемачество „Асен Йорданов“, Център за обучение „Цар Симеон Велики“ и Спортен център „Комак спорт“.
През 2017 регистрира и застава начело на Фондация „Българска памет“ – учредена в обществена полза с цел осъществяване на съвременната идея за национална идентичност в перспективата на европейската принадлежност на България и равнопоставеност на диалога между културите. Фондацията подкрепя национално отговорни инициативи в духа на демократичните ценности на Обединена Европа – плурализъм, толерантност, автономност и съгласие.
Спонсорира семейства с репродуктивни проблеми, благодарение на което са се родили вече 45 деца. Подпомага многодетни български семейства, осигурява стипендии за талантливи деца в сферата на образованието и спорта. През периода 2010 – 2023 осигурява безплатни кандидат-студентски уроци на 4582 ученика, 87% от тях ca приети във ВУЗ-ове в България и чужбина. Организира провеждането на 5-дневни образователни семинари два пъти годишно за 200 деца на етнически българи от Украйна, Молдова, Северна Македония, Албания, Сърбия, както и деца от малцинствата в Родопите, като ги среща с успели личности и специалисти от различни обществени и бизнес сфери.

## Музикална дейност
През 2010 г. Врабевски регистрира продуцентската къща „Интелигентна музика“ (Intelligent Music) вписана в регистъра на културните организации при министерството на културата. Създава супергрупата Intelligent Music Project, в която участие взимат световни рок звезди, сред които:
1. Саймън Филипс – „Тото“, „Протокол“ (TOTO)
2. Джон Лоутън – „Юрая Хийп“, „Лусъфър френд“ (Uriah Heep)
3. Джоузеф Уилямс – „Тото“ (TOTO)
4. Рони Ромеро – „Рейнбоу“ (Rainbow)
5. Джон Пейн – „Ейша“ (ASIA)
6. Карл Сентанс – „Назарет“ (Nazareth),
7. Боби Рондинели – „Рейнбоу“, „Блак Сабат“ (Rainbow, Black Sabbath)
8. Тод Сукърман – „Стикс“ (Styx)

Врабевски е автор на музиката, текстовете и аранжиментите на 8 албума на „Интелиджънт Мюзик Проджект“: The Power of Mind (Силата на ума), My Kind O'Lovin' (Моят начин на обичане), Touching the Divine (Докосване до божественото), Sorcery Inside (Mагията отвътре),  Life Motion (Живо движение), The Creation (Сътворението), Unconditioned (Безусловно) и Miracles Beyond (Чудеса отвъд).

## Награди
Врабевски е лауреат на:
1. „Гражданската награда“ на Европейския парламент за 2013 г.[4]
2. „Почетен знак с лента на кмета на Варна“2013 г.[5]
3. „Личност на годината с изключителен принос към каузата на филантропията в България“ от българския дарителски форум 2011 г.
4. „Мъж на годината“2009 г.от асоциацията на българите в Украйна
5. „Мъж на годината“ 2019 г.[6]
6. „20 години Република Гагаузия“ 2012 г. от президента на АТО Гагаузия Михаил Формузал
7. „Индивидуален дарител с кауза“ 2014 г. от фондация „Работилница за граждански инициативи“
8. „Будител на годината“ от радио FM+[7]
9. Наградата „Питагор“ 2016 г. и 2021 г. от министерството на образованието за дейността на фирмата му Comac Medical в категория „Компания с най-големи инвестиции в науката“[8][9])
10. „Апостол на българщината“ 2021 г. за принос към опазване и развитие на културно-историческото наследство.[10]
11. „Почетен гражданин на Варна“ 2017 г.[11]
12. Награда в категорията „Хуманизъм и благотворителни инвестиции“ от конкурса за Национални медицински награди 2019 г.[12]
13. Благодарствена грамота 2020 г. от кметът на община Пустец в Албания[13]
14. Член е на глобалната инициатива на Бил Клинтън от 2012 г.
15. Член на обществения съвет на БНР от 2016 г.[14] и негов председател от 2021 г.[15]
16. Говорител на срещата на министрите на ЕС с ресор наука, образование и научни изследвания 2018 г.[16]
17. Включен е и в годишния алманах „Лекарите, на които вярваме“[17].
18. Почетен гражданин на Община Сатовча Сатовча за дългогодишната му общественополезна дейност и дейностите, свързани с образованието и социалното подпомагане в областта на образованието на учениците и младите хора от общината[18]
19. Удостоен с почетен знак „За принос“ към ВВМУ „Н. Й. Вапцаров“ за развитието и утвърждаването на учебното заведение като модерен и перспективен образователен и научен център.[19]